# Tommy Mottola
 (février 2023).
Si vous disposez d'ouvrages ou d'articles de référence ou si vous connaissez des sites web de qualité traitant du thème abordé ici, merci de compléter l'article en donnant les références utiles à sa vérifiabilité et en les liant à la section « Notes et références ».
Tommy Mottola (né le 22 janvier 1949) a été le président de Sony Music Entertainment de 1988 à 2002. Il a été limogé de ce poste en 2002 à la suite du conflit qui l'opposait à Michael Jackson, à cause de sa mauvaise gestion et du manque de promotion de l'album Invincible du chanteur.  

## Carrière professionnelle
En juillet 2002, Michael Jackson accuse Tommy Mottola, alors directeur de Sony Music, de racisme.

## Vie privée

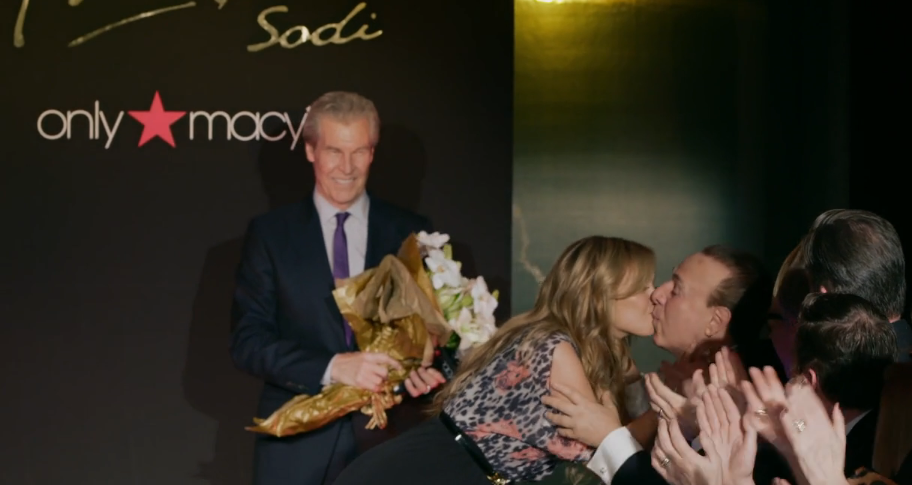

Après avoir été marié avec Lisa Clark de 1971 à 1990, il est marié avec l'artiste Mariah Carey - de 21 ans son ainé - de 1993 à 1997 puis avec la chanteuse mexicaine Thalía depuis décembre 2000.
En 2011, il devient père de son deuxième enfant avec la chanteuse Thalia.